# مغرار التحتاني
مغرار تحتاني هي واحة جزائرية من بلدية مغرار (ولاية النعامة) واقعة على بعد 200 كيلومتر شمال شرق بشار.
يتسع بستان نخيل مغرار تحتاني على 40 هكتارًا موزعة على ضفتي وادي مغرار، و يمتلك 16000 نخلة. بين أصناف أشجار النخيل الموجودة : حميرة، الحرتان، فقوس وأغراس. يتميز الأخيران بثمرة بيضوية سوداء. تتميز أيضا هذه الأصناف بالاحتفاظ لمدة عام في الهواء الطلق.
تحتوي الواحة أيضا على محاصيل من أشجار الفاكهة مثل التين، المشمش، الزيتون، الرمان، التفاح، شجرة الكمثرى و الخضروات.